# Буличев Юрій Петрович
Юрій Петрович Буличев (нар. 12 жовтня 1982, Харків, УРСР) — український футболіст, захисник.

## Життєпис
Вихованець ДЮСШ «Локомотив» м Харків. Перший тренер — Євген Ривкін. З 2002 перебував у розташуванні харківського «Металіста». 57 матчів провів за «Металіст-2», в основній команді — єдиний матч 24 серпня 2003 року в Кубку України проти «Прикарпаття». У 2004 році деякий час виступав у харківському «Арсеналі».
У 2005 році на запрошення Романа Покори перейшов в «Олександрію». Дебютував за ПФК 7 квітня 2005 року в нічийному (0:0) домашньому поєдинку 13-го туру групи Б другої ліги чемпіонату України проти мелітопольського «Олкома». Юрій вийшов на поле в стартовому складі та відіграв увесь поєдинок. Дебютним голом у футболці олександрійської команди відзначився 22 квітня 2005 року на 36-й хвилині переможного (1:0) домашнього поєдинку 17-го туру групи Б другої ліги чемпіонату України проти білоцерківської «Росі». Буличев вийшов у стартовому складі, а на 89-й хвилині його замінив Артем Слободін. Протягом свого першого періоду перебування в Олександрії у чемпіонатах України зіграв 36 матчів та відзначився 8-ма голами, ще 1 поєдинок (1 гол) провів у кубку України. Розпочинав грати в Олександрії правим півзахисником, потім грав справа в обороні. Пізніше грав на позиції другого відтягнутого форварда або атакуючого півзахисника. З командою посів друге місце у другій лізі, що дало право підвищитися в класі.
У 2006 році разом із Романом Покорою перейшов в азербайджанський «Сімург», де в числі партнерів Юрія були й інші українці: Володимир Мазяр, В'ячеслав Невинський, Євген Ковтунов, Сергій Селезньов, Сергій Ружицький, Михайло Старостяк.
У 2007 році повернувся до «Олександрії». Повторно дебютував у футболці ПФК 25 вересня 2007 року у програному (1:2) домашньому матчі 1/16 фіналу кубку України проти донецького «Металурга». Юрій вийшов на поле на 106-й хвилині, замість Ігора Ніконова. А вже 2 жовтня 2007 року повторно дебютував за олександрійців у національному чемпіонаті, у нічийному (0:0) виїзному поєдинку 13-го туру першої ліги проти дніпродзержинської «Сталі». Буличев вийшов на поле на 66-й хвилині замість Олександра Гребінюка. Першим, після свого повернення, голом відзначився 4 листопада 2007 року на 9-й хвилині переможного (3:1) домашнього поєдинку 18-го туру першої ліги чемпіонату України проти сімферопольського «ІгроСервіса». Юрій вийшов у стартовому складі, а на 56-й хвилині його замінив Андрій Прокопов (Котюк). Під час свого другого періоду перебування в Олександрії у чемпіонатах України зіграв 37 матчів та відзначився 6-ма голами, ще 4 матчі за олександрійців зіграв у кубку України.
У 2009 році перейшов у «Кривбас». У криворізькій команді 24 квітня 2009 року в грі з ФК «Львів» дебютував у вищій лізі чемпіонату України.
Після «Кривбасу» виступав в азербайджанському «Сімурзі», «Геліосі», «Карлівці». У 2013 році перейшов у МФК «Миколаїв». Дебютував за миколаївський клуб 6 квітня 2013 року у переможному (1:0) домашньому поєдинку 24-го туру першої ліги чемпіонату України проти «Сум». Буличев вийшов на поле в стартовому складі та відіграв увесь поєдинок. Протягом свого першого періоду перебування в миколаївському клубі зіграв 31 матч у першій лізі чемпіонату України. У 2014—2015 роках виступав у 2014 та 2015 роках за аматорські клуби «Ніку-СМК» (Богодухів) та «Маяк» (Валки). У 2015 році повернувся до Миколаєва. Повторно дебютував за муніципалів 22 липня 2015 року у нічийному (0:0) виїзному поєдинку 1/32 фіналу кубку України проти чернівецької «Буковини». Буличев вийшов у стартовому складі та відіграв увесь поєдинок. Повторно дебютував за МФК Миколаїв» у першій лізі 30 липня 2016 року у нічийному (0:0) виїзному поєдинку 2-го туру проти стрийської «Скали». Юрій вийшов на поле в стартовому складі та відіграв увесь поєдинок. У складі «корабелів» в сезоні 2016/17 дійшов до півфіналу Кубку України, але у самому півфінальному матчі не брав участь.

## Досягнення
- Бронзовий призер Другої ліги України: 2017/18